# Lijst van voetbalinterlands Noord-Macedonië - Verenigde Staten
Deze lijst van voetbalinterlands is een overzicht van alle officiële voetbalwedstrijden tussen de nationale teams van Noord-Macedonië (het land speelde tussen 1993 en 2019 onder de naam Macedonië) en de Verenigde Staten. De landen speelden tot op heden een keer tegen elkaar: een vriendschappelijke wedstrijd op 16 mei 1998 in San Jose. Voor het voetbalelftal van de Verenigde Staten was dit een oefenwedstrijd in de voorbereiding op het Wereldkampioenschap voetbal 1998.

## Wedstrijden
| № | Plaats   | Datum       | Competitie        | Wedstrijd                    | Uitslag |
| - | -------- | ----------- | ----------------- | ---------------------------- | ------- |
| 1 | San Jose | 16 mei 1998 | Vriendschappelijk | Verenigde Staten – Macedonië | 0 – 0   |

## Samenvatting
| Competitie        | Totaal gespeeld | Winst Noord-Macedonië | Gelijk | Winst Verenigde Staten | Doelsaldo Noord-Macedonië – Verenigde Staten |
| ----------------- | --------------- | --------------------- | ------ | ---------------------- | -------------------------------------------- |
| Vriendschappelijk | 1               | 0                     | 1      | 0                      | 0 − 0                                        |
| Totaal            | 1               | 0                     | 1      | 0                      | 0 − 0                                        |

## Details

### Eerste ontmoeting
| Vriendschappelijk (San Jose, Verenigde Staten, 16 mei 1998):                                                                                        |              | |
| Verenigde Staten | 0 – 0        | Macedonië |
| | goals        | |
| Steve Sampson | bondscoach   | Gjoko Hadžievski |
| Kasey Keller Eddie Pope Thomas Dooley Mike Burns Cobi Jones Brian Maisonneuve Chad Deering Joe-Max Moore Tab Ramos 60' Jeff Agoos Brian McBride 63' | opstellingen | Petar Miloševski Ljupčo Markovski Igor Saša Nikolovski 21' Dragan Veselinovski 46' Mitko Stojkovski 63' Ljubodrag Milošević Nedžmedin Memedi Toni Mičevski 90' Viktor Trenevski 84' Artim Šakiri Ǵorǵi Hristov |
| Preki Radosavljevic 60' Roy Wegerle 63' | wissels      | 31' Srgjan Zaharievski 46' Goran Lazarevski 63' Igor Ǵuzelov 84' Dževdet Šainovski 90' Vlatko Gošev |
| Chad Deering 72' | gele kaarten | 51' Nedžmedin Memedi |

FFM · A-internationals · Bondscoaches · Statistieken · Macedonisch vrouwenelftal · Olympisch elftal · Noord-Macedonië U21 · Noord-Macedonië U20 · Noord-Macedonië U19 · Noord-Macedonië U18 · Noord-Macedonië U17 · Noord-Macedonië U16
1993 – 1999 ·
2000 – 2009 ·
2010 – 2019 ·
2020 − 2029
EK 2020
1993 · 
1994 · 
1995 · 
1996 · 
1997 · 
1998 · 
1999 · 
2000 · 
2001 · 
2002 · 
2003 · 
2004 · 
2005 · 
2006 · 
2007 · 
2008 · 
2009 · 
2010 · 
2011 · 
2012 · 
2013 · 
2014 · 
2015 · 
2016 ·
2017 ·
2018 ·
2019 ·
2020 ·
2021 ·
2022 ·
2023
Albanië ·
Andorra ·
Angola ·
Armenië ·
Australië ·
Azerbeidzjan ·
Bahrein ·
België ·
Bosnië en Herzegovina ·
Bulgarije ·
Canada ·
China ·
Cyprus ·
Denemarken ·
Duitsland ·
Ecuador ·
Egypte ·
Engeland ·
Estland ·
Faeröer ·
Finland ·
Georgië ·
Gibraltar ·
Hongarije ·
Ierland ·
IJsland ·
Iran ·
Israël ·
Italië ·
Jamaica ·
Joegoslavië ·
Kameroen ·
Kazachstan ·
Kosovo ·
Kroatië ·
Letland ·
Libanon ·
Liechtenstein ·
Litouwen ·
Luxemburg ·
Malta ·
Moldavië ·
Montenegro ·
Nederland ·
Nigeria ·
Noorwegen ·
Oekraïne ·
Oman ·
Oostenrijk ·
Paraguay ·
Polen ·
Portugal ·
Qatar ·
Roemenië ·
Rusland ·
Saoedi-Arabië ·
Schotland ·
Servië ·
Slovenië ·
Slowakije ·
Spanje ·
Tsjechië ·
Turkije ·
Verenigde Staten ·
Wales ·
Wit-Rusland · 
Zuid-Korea ·
Zweden
Nederland (2021) · 
Oekraïne (2021) · 
Oostenrijk (2021)
USSF · A-internationals · Selecties · Bondscoaches · Amerikaans vrouwenelftal · Olympisch elftal · USA -21 · USA -20 · USA -19 · USA -18 · USA -17
1885 – 1919 · 
1920 – 1929 · 
1930 – 1939 · 
1940 – 1949 · 
1950 – 1959 · 
1960 – 1969 · 
1970 – 1979 · 
1980 – 1989 · 
1990 – 1999 · 
2000 – 2009 · 
2010 – 2019 ·
2020 − 2029
CA 1993 · 
CA 1995 · 
CA 2007 · 
CA 2016
CC 1992 · 
CC 1999 · 
CC 2003 · 
CC 2009
WK 1930 · 
WK 1934 · 
WK 1950 · 
WK 1990 · 
WK 1994 · 
WK 1998 · 
WK 2002 · 
WK 2006 · 
WK 2010 · 
WK 2014
OS 1904 · 
OS 1924 · 
OS 1928 · 
OS 1936 · 
OS 1948 · 
OS 1952 · 
OS 1956 · 
OS 1972 · 
OS 1984 · 
OS 1988 · 
OS 1992 · 
OS 1996 · 
OS 2000 · 
OS 2008
Algerije ·
Antigua en Barbuda ·
Argentinië ·
Armenië ·
Australië ·
Azerbeidzjan ·
Barbados ·
België ·
Belize ·
Bermuda ·
Bolivia ·
Bosnië en Herzegovina ·
Brazilië ·
Canada ·
Chili ·
China ·
Colombia ·
Costa Rica ·
Cuba ·
Curaçao ·
Denemarken ·
DDR ·
Duitsland ·
Ecuador ·
Egypte ·
El Salvador ·
Engeland ·
Estland ·
Finland ·
Frankrijk ·
Ghana ·
GOS ·
Grenada ·
Griekenland ·
Guatemala ·
Guyana ·
Haïti ·
Honduras ·
Hongarije ·
Ierland ·
IJsland ·
Iran ·
Israël ·
Italië ·
Ivoorkust ·
Jamaica ·
Japan ·
Joegoslavië ·
Kaaimaneilanden ·
Kameroen ·
Koeweit ·
Letland ·
Liechtenstein ·
Luxemburg ·
Malta ·
Marokko ·
Martinique ·
Mexico ·
Moldavië ·
Nederland ·
Nederlandse Antillen ·
Nicaragua ·
Nieuw-Zeeland ·
Nigeria ·
Noord-Ierland ·
Noord-Korea ·
Noord-Macedonië ·
Noorwegen ·
Oekraïne ·
Oezbekistan ·
Oman ·
Oostenrijk ·
Panama ·
Paraguay ·
Peru ·
Polen ·
Portugal ·
Puerto Rico ·
Qatar ·
Roemenië ·
Rusland ·
Saint Kitts en Nevis ·
Saint Vincent en de Grenadines ·
Saoedi-Arabië ·
Schotland ·
Servië ·
Slovenië ·
Slowakije ·
Sovjet-Unie ·
Spanje ·
Thailand ·
Trinidad en Tobago ·
Tsjechië ·
Tsjecho-Slowakije ·
Tunesië ·
Turkije ·
Uruguay ·
Venezuela ·
Wales ·
Zuid-Afrika ·
Zuid-Korea ·
Zweden ·
Zwitserland
Algerije (2010) ·
België (2014) ·
Brazilië (2009, 2) ·
Duitsland (2014) ·
Engeland (2010) ·
Ghana (2006) · 
Ghana (2014) · 
Italië (2006) · 
Nederland (2022) ·
Portugal (2014) ·
Slovenië (2010) ·
Tsjechië (2006)